# Mitophis
Mitophis – rodzaj węży z podrodziny Epictinae w obrębie rodziny węży nitkowatych (Leptotyphlopidae).

## Rozmieszczenie geograficzne
Rodzaj obejmuje gatunki występujące endemicznie na wyspie Haiti (Haiti i Dominikana) . 

## Systematyka
Rodzaj zdefiniował w 2009 roku amerykańsko-południowoafrykański zespół zoologów – Amerykanie Stephen Blair Hedges i Solny A. Adalsteinsson oraz Południowoafrykańczyk William Roy Branch – w artykule zatytułowanym Filogeneza molekularna, klasyfikacja i biogeografia węży z rodziny Leptotyphlopidae (Reptilia, Squamata), opublikowanym w czasopiśmie „Zootaxa”. Gatunkiem typowym jest (oryginalne oznaczenie) M. pyrites.

### Etymologia
Mitophis: gr. μιτoς mitos ‘nić’; οφις ophis, οφεως opheōs ‘wąż’.

### Podział systematyczny
Do rodzaju należą następujące gatunki:
- Mitophis asbolepis (Thomas, McDiarmid & Thompson, 1985)
- Mitophis calypso (Thomas, McDiarmid & Thompson, 1985)
- Mitophis leptepileptus (Thomas, McDiarmid & Thompson, 1985)
- Mitophis pyrites (Thomas, 1965)